# 通気設備
通気設備（つうきせつび）とは、重力式排水設備において排水トラップの水封を破壊せずかつ滞留させること無く排水するために、排水トラップ下流側配管を大気中に開放し空気を出入りさせる配管設備である。

## 通気方式
- ループ通気方式 : 2個以上の器具の排水トラップを保護するために、排水横枝管の最上流部の器具排水管接続部直後の下流側から通気管を立ち上げて、通気立て管または伸頂通気管に接続する。もしくは単独で大気に開放する。

　　設置する器具の個数や種類によっては、最下流の器具排水管接続部と排水立て管接続部間に逃し通気管を設置しなければならない。
　　日本で一般的に用いられている。
- 各個通気方式 : 個別の器具排水管に各個通気管を立ち上げ通気横枝管に接続しそれを通気立て管に接続する。確実な動作が可能であるが、個別器具ごとに接続するため配管費用が高い。
- 伸頂通気方式 : 通気立て管を設けずに、後述の伸頂通気管のみによる通気方式。上記2方式より通気性能が劣るため、条件付で認められる。

## 通気系統
- ループ通気管 : ループ通気方式における通気管をいう。管端の処理方法によって以下のように呼ぶこともある。
  - 環状通気管 : 伸頂通気管に接続するもの。
  - 回路通気管 : 通気立て管に接続するもの。
- 逃し通気管 : 排水管内圧力の変化を逃がす働きをもつ通気管をいう。ループ通気方式において回路通気管と排水横枝管とを最下流の器具排水管接続部とと排水立て管接続部間で接続するものや、排水配管をオフセットする場合、下流側立て管の頂部または下流側最高位排水接続までの間から取り出し、上流側に設けた通気管に結ぶもの等がある。
- 伸頂通気管 : 最上部の排水横枝管接続部から排水立て管を管径を延長しそのまま大気中に開放するもの。管径は排水立て管径と同径以上が求められる。
- 通気立て管 : 最下流の排水横管接続部の、より下流側の排水立て管又は排水横主管より取り出し、伸頂通気管・その他の通気管を相互接続する立て配管。
- 通気ヘッダ : 伸頂通気管・通気立て管をまとめて大気中に開放する通気横主管。
- 各個通気管 : 個々の器具排水管に接続するもの。
- 通気横枝管 : 各個通気管と通気立て管とを接続するもの。
- 結合通気管 : 高層建築物で排水立て管内の圧力変化を防止・緩和するため、一定の間隔で排水立て管・通気立て管を相互接続する逃し通気管をいう。
- 湿り通気管 : 2個以上のトラップの封水を保護するため、器具排水管と通気管を兼ねる部分をいう。
- 共用通気管 : 2個の衛生器具の器具排水管の接続部から立ち上げ、1本で両器具のトラップ保護するもの。
- 返し通気管 : 壁面から離れて孤立した器具の場合など排水横枝管に接続することが困難な場合に、一旦器具のあふれ縁より150mm以上高い位置まで各個通気管を立ち上げた後床下に立ち下げで通気立て管または、他の排水管と合わさる直前の排水横枝管に接続するもの。

## 通気管の大気開口部
通気管の大気開口部は外気を吸い込むとともに、管内ガスを排出する役割を持つ。このガスは臭気を持ち有害性もあるので、屋内に侵入しないように適切な位置で開放しなくてはならない。また開放端は、雨水の浸入、積雪、氷結、またはゴミ等による通気障害を起こさない構造としなくてはならない。
通気管の大気開口部は各地面から2メートル以上の高さに設置し、窓などの屋内に繋がる部分からは0.6メートル以上隔離し、外気取り入れ口からは3メートル以上の距離を離さなければならない。
また通気管を空調用ダクト等の他の配管との接続も衛生上禁止されている。

## 関連図書
- SHASE-S206-2009　給排水衛生設備規準・同解説
- 空気調和・衛生工学便覧第14版